# Laura Heyrman
Laura Heyrman est une joueuse de volley-ball belge née le 17 mai 1993 à Rupelmonde. Elle mesure 1,86 m et joue au poste de centrale. Elle totalise 28 sélections en équipe de Belgique.

## Clubs
| Club               | De        | À         |
| ------------------ | --------- | --------- |
| Asterix Kieldrecht | 2009-2010 | 2010-2011 |
| Dresdner SC        | 2012-2013 | 2012-2013 |
| LJ Volley Modena   | 2013-2014 | 2015-2016 |
| River Volley       | 2016-2017 | 2017-2018 |
| Hitachi Rivale     | 2018-2019 | 2018-2019 |
| US ProVictoria     | 2019-2020 | …         |

## Palmarès

### Équipe nationale
- Championnat d'Europe des moins de 18 ans
  - Vainqueur : 2009.

### Clubs
- Championnat de Belgique
  - Vainqueur : 2010, 2011, 2012.
- Coupe de Belgique
  - Vainqueur : 2010, 2011, 2012.
- Supercoupe de Belgique
  - Vainqueur : 2010.
- Championnat d'Allemagne
  - Finaliste : 2013.
- Coupe d'Italie
  - Finaliste : 2015, 2017.
- Championnat d'Italie
  - Finaliste : 2017.